# Ben Hecht (schip, 1930)
De Ben Hecht (Hebreeuws: בן הכט) is een in 1930 gebouwd jacht dat in 1947 dienstdeed in de Aliyah Bet, de illegale immigratie van Joden naar het Mandaatgebied Palestina. Na de Israëlische onafhankelijkheidsverklaring diende het een aantal jaren in het Israëlische leger als de Maoz K 24. Tegenwoordig vaart het onder de naam Santa Maria Del Mare.

## Geschiedenis
De Abril werd in 1947 door de Etsel gesponsord als immigrantenschip en vernoemd naar Ben Hecht, een Amerikaans journalist en regisseur van Joodse komaf die sympathiseerde met de Etsel. Het was het enige schip dat deze Zionistische militie na de Tweede Wereldoorlog in de Aliyah Bet inzette.
Onder de vlag van Honduras vertrok het op 1 maart vanuit de Franse havenstad Port-de-Bouc. Er waren 597 emigranten aan boord: 384 mannen, 193 vrouwen en 20 kinderen. Daarnaast voeren er twee leden van de Palyam (de Marine van de Hagana) en twee Amerikaanse journalisten mee. De 18-koppige bemanning bestond grotendeels uit Amerikaanse vrijwilligers.
Bij de kust van Palestina aangekomen werd het schip op 9 maart onderschept door een Britse torpedobootjager. De Ben Hecht werd met een sleepboot naar Haifa gebracht, waarop de immigranten naar interneringskampen in Brits Cyprus werden gedeporteerd. De Amerikanen werden vrijgelaten en naar de Verenigde Staten teruggezonden.

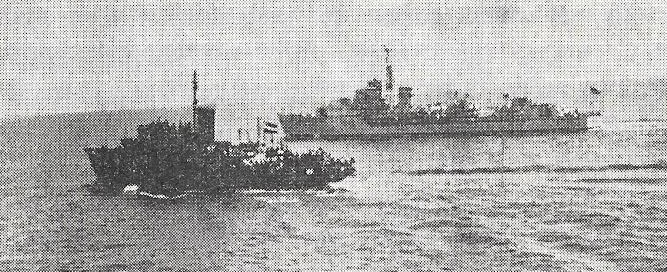
De Ben Hecht (links) wordt onderschept door een Britse torpedobootjager
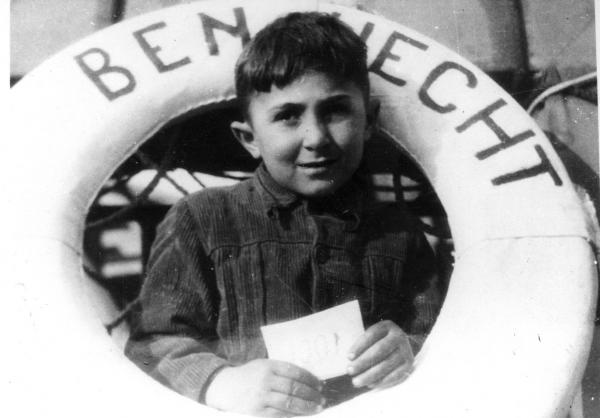
Persfoto van een jonge emigrant aan boord van het schip
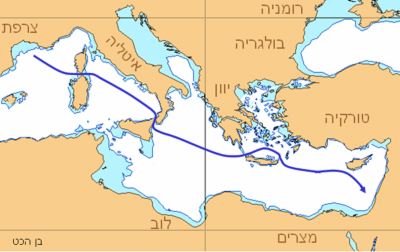
Traject van de Ben Hecht

### Na de onafhankelijkheidsverklaring
Na de Israëlische onafhankelijkheidsverklaring werd het schip in de zomer van 1948 uit de vaart gehaald en in de haven van Haifa omgebouwd als marineschip. Als de Maoz K 24 diende het in de Arabisch-Israëlische Oorlog van 1948. In 1955 werd het schip opgekocht door een Italiaanse rederij. Het werd terug omgedoopt als de Abril en diende geruime tijd als veerboot in de haven van Napels. In 2008 of 2009 werd het schip opgekocht en omgebouwd als privéjacht onder de naam Santa Maria Del Mare. Het is voor zover bekend het enige schip dat deelnam in de Aliyah Bet en nog steeds in de vaart is.